# The Never Ending Way of ORwarriOR

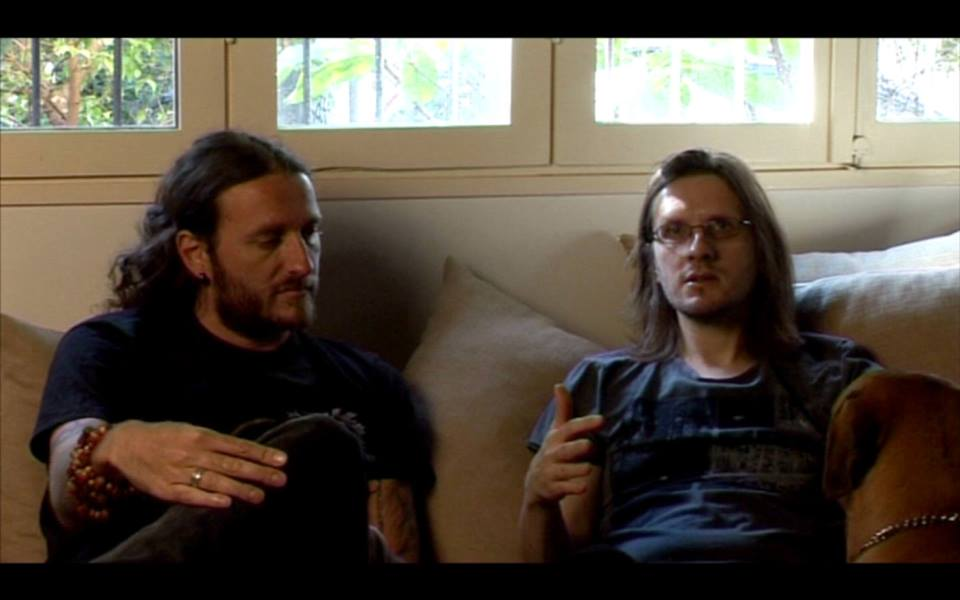
Kobi Farhi med Steven Wilson

The Never Ending Way of ORwarriOR är Orphaned Lands fjärde studioalbum. Det gavs ut av Century Media 25 januari 2010. 

## Medverkande musiker

### Bandmedlemmar
- Uri Zelcha – bas
- Kobi Farhi – sång, growl
- Yossi Sassi – gitarr, bouzouki
- Matti Svatizky  – gitarr

### Övriga musiker
- Srur Saliba - violin
- Erez Yohanan - trumprogrammering
- Yonatan Danino - shofar
- Erkin Koray - Sång
- Avi Diamond - trummor
- Avi Agababa - percussion
- Steven Wilson - keyboards
- Nizar Radwan - violin
- Alfred Hagar - flöjt (nay, kawala)
- Shmuel Ruzbahan - santur
- Matan Shmuely - trummor (på video till "Sapari")
- Shlomit Levi - sång
- Avner Gavriell - piano (på spår 15)

## Låtlista

### Part I:  Godfrey's Cordial – An ORphan's Life
1. "Sapari" – 4:04
2. "From Broken Vessels" – 7:36
3. "Bereft in the Abyss" – 2:45
4. "The Path (Part 1) – Treading Through Darkness" – 7:27
5. "The Path (Part 2) – The Pilgrimage to Or Shalem" – 7:45
6. "Olat Ha'tamid" – 2:38

### Part II:  Lips Acquire Stains – The WarriOR Awakens
1. "The Warrior" – 7:11
2. "His Leaf Shall Not Wither" – 2:31
3. "Disciples of the Sacred Oath II" – 8:31
4. "New Jerusalem" – 6:59
5. "Vayehi Or" – 2:40
6. "M i ?" – 3:27

### Part III:  Barakah – Enlightening the Cimmerian
1. "Barakah" – 4:13
2. "Codeword:  Uprising" – 5:25
3. "In Thy Never Ending Way" – 5:09